# Maury, Pyrénées-Orientales
Maury là một xã ở tỉnh Pyrénées-Orientales trong vùng Occitanie, phía nam nước Pháp. Xã này nằm ở khu vực có độ cao trung bình 146 mét trên mực nước biển.